# Конвой № 3114A
Конвой № 3114 — японський конвой часів Другої світової війни, проведення якого відбувалось у листопаді 1943 року.
Пунктом призначення конвою був атол Трук (Чуук) у центральній частині Каролінських островів, де ще до війни створили потужну базу японського ВМФ, з якої до лютого 1944 року провадились операції у цілому ряді архіпелагів. Вихідним пунктом став розташований у Токійській затоці порт Йокосука (саме звідси традиційно вирушала більшість конвоїв на Трук).
До складу конвою увійшли транспорти «Кембу-Мару» («Татебе-Мару») та «Дайдо-Мару», тоді як охорону забезпечував кайбокан (фрегат) «Мікура».
Загін вийшов із порту 14 листопада 1943 року. Його маршрут пролягав через кілька традиційних районів патрулювання американських підводних човнів, які зазвичай діяли поблизу східного узбережжя Японського архіпелагу, біля островів Оґасавара, Маріанських островів і на підходах до Труку. Утім, проходження конвою № 3114 відбулось успішно, і 27 листопада він без втрат досягнув Труку.